# Xã Bloom, Quận Fairfield, Ohio
Xã Bloom (tiếng Anh: Bloom Township) là một xã thuộc quận Fairfield, tiểu bang Ohio, Hoa Kỳ. Năm 2010, dân số của xã này là 8.466 người.